# Zsolt Szilágyi
Zsolt Szilágyi (n. 29 iulie 1968, Oradea) este un politician maghiar din România, deputat UDMR de Bihor în legislaturile din perioada 1990-2004. În cadrul activității sale parlamentare, în legislatura 1990-1992, Zsolt Szilágyi a fost membru în grupurile parlamentare de prietenie cu Mongolia, Canada și Regatul Unit al Marii Briatanii și Irlandei de Nord. În legislatura 1996-2000, Zsolt Szilágyi a fost membru  în grupurile parlamentare de prietenie cu Republica Belarus și Statele Unite Mexicane iar în legislatura 2000-2004, el a fost membru în grupurile parlamentare de prietenie cu Republica Cehă și Macedonia.  La alegerile europarlamentare din 2009 ocupă a patra poziție pe lista UDMR. În 2011, Zsolt Szilágyi a fost fondator și vicepreședinte al Partidului Popular Maghiar din Transilvania. 
În 1988, pe cînd era student la Timișoara, a activat în trupa studențească de teatru de limbă maghiară "Thalia". În urma unor spectacole pe care respectiva trupă de teatru le-a dat la biserica reformată condusă de László Tőkés, Zsolt Szilágyi a fost printre cei excluși din trupă. Aceasta a determinat primul protest al pastorului László Tőkés care a fost popularizat în mass-media din Ungaria (declarație a lui Árpád Gazda).

## Candidat la președinția României
În 2014 și-a depus candidatura pentru alegerile prezidențiale din 2 noiembrie. Ocupă poziția a zecea pe buletinul de vot.
Conform rezultatelor finale ale alegerilor pentru președinția României, candidatul Szilágyi, Zsolt a obținut în primul tur de scrutin (organizat în ziua de duminică, 2 noiembrie 2014) un număr de 53.146 voturi din numărul total de 9.723.232, terminând pe locul 10 din 14, cumulând circa 0,56% din toate voturile exprimate și validate.